# Freie Gartenakademie

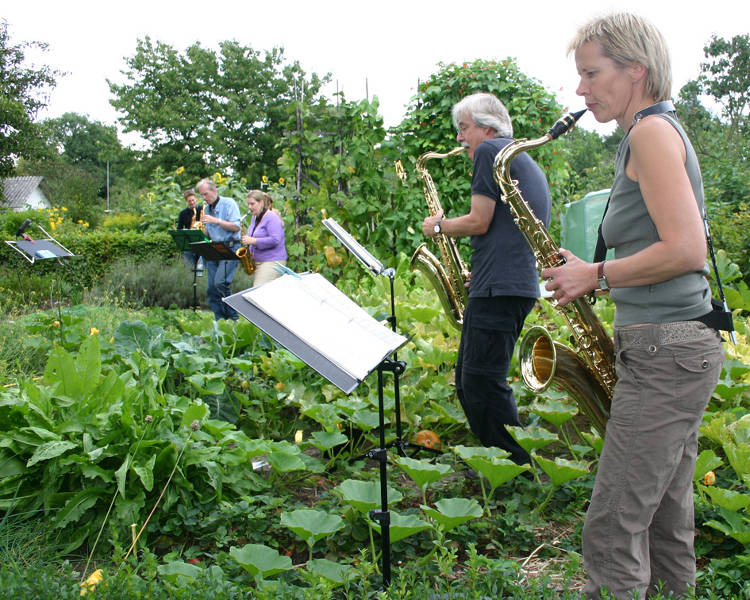
Freie Gartenakademie (2006) mit dem Ensemble „Saxomania“

Die Freie Gartenakademie ist eine Kulturveranstaltungsreihe in Münster mit internationaler Besetzung rund um das Thema Garten. Die Freie Gartenakademie wird von dem Münsteraner Künstler Wilm Weppelmann kuratiert und organisiert. Sie findet seit dem Sommer 2006 jährlich statt. Die Freie Gartenakademie wurde 2017 als offizielles Projekt der Vereinten Nationen  UN-Dekade Biologische Vielfalt – Soziale Natur. Natur für alle gewürdigt. Die Vorsitzende des Bundestagsausschusses für Umwelt, Naturschutz, Bau und Reaktorsicherheit Bärbel Höhn übergab die Auszeichnung.

## Konzept
Das zentrale Thema des Projekts ist „der Garten“ in allen „existentiellen, ökologischen, philosophischen, sozialen und kulturellen Dimensionen“. Der Ort der Veranstaltungen ist der Schrebergarten von Wilm Weppelmann in einer Münsteraner Kleingartenanlage.
Während der Sommermonate Juni bis September öffnet sich dieser normale Gemüse- und Kräutergarten für Lesungen, Vorträge, Diskussionen, Präsentationen, kleine Ausstellungen und Konzerte. Der Vortrag „Jeder Garten ist Philosophie“ des Philosophen Dr. Andreas Mussenbrock eröffnete die erste Gartenakademie am 7. Juni 2006. Seit dem 17. April 2007 arbeitet die Freie Gartenakademie als eingetragener Verein und entwickelt darüber hinaus noch weitere gartenkulturelle Initiative und Veranstaltungen.

## Programme
- 2006 (7. Juni – 23. August): „Jeder Garten ist Philosophie“
- 2007 (21. Juni – 22. September): „Die Zukunft ist ein Garten“
- 2008 (21. Juni – 17. August): „Wenn kein Winter ist“
- 2009 (24. Juni – 23. August): „Die Insel der Gärtner – The Isle of the Gardeners“
- 2010 (21. Juni – 22. August): „Wer hat Angst vorm Schrebergarten! Klischee und Kultur“
- 2011 (21. Juni – 21. August): „Alles ist Garten“
- 2012 (22. Juni – 31. August): „Der letzte Garten – der Garten der Menschheit“
- 2013 (15. Juni – 18. August): „Die Kultur der Natur - Näherungen Japan“
- 2014 (19. Juni – 23. August): „La vie, la vie et le jardin - Das Leben, das Leben und der Garten“
- 2015 (13. Juni – 23. August): „Die Stadt ist unser Garten - zehn Jahre Freie Gartenakademie“
- 2016 (16. Juni – 26. August): „wie wächst China - von Menschen, Gärten und Wolkenkratzern“
- 2017 (13. Juni – 3. September): „Quer ins Beet - eine anregende Kulturlese“

Zu den Gästen gehörten u. a. der Künstler Timm Ulrichs, der Naturphilosoph Klaus Michael Meyer-Abich, der Guerilla Gardener Richard Reynolds, das Eden Project, der Schweizer Schriftsteller Hanspeter Padrutt, Gartenbuchautor Günter Mader, die Japanologin und Leibniz-Preisträgerin Irmela Hijiya-Kirschnereit und der Professor für Gartenkultur und Freiraumentwicklung Gert Gröning.